# Carlos Martínez Aibar
Carlos Martínez Aibar (Cádiz, España, 29 de marzo de 1989) es un futbolista español. Juega de mediapunta, en la actualidad es un jugador libre.

## Trayectoria
Carlos Martínez es el nieto del también futbolista internacional Ramoní, jugador internacional con España y que está entre los 10 mejores futbolistas que militaron en el Sevilla FC.
Comenzó su carrera en el Cádiz, donde su abuelo ganó los tres primeros Trofeo Carranza con el Sevilla FC.
En 2003 aterriza en la cantera cadista después de tener algún desacuerdo con el Real Betis Balompié sobre como Carlos se desplazaría a entrenar de Cádiz a Sevilla ya que el pronto fallecimiento de su madre causó que este no quisiera vivir lejos de su padre el primer año. En el 2007 se convirtió en futbolista profesional del Cádiz CF. Mariano García Remón y Vicente del Bosque fueron los grandes apostadores para que este chico de 18 años cumpliera su sueño de ser jugador profesional.
Durante los siguientes años Carlos emigró a Austria para jugar con el FC Vöcklabruck de la Erste Liga. Volvió a España para jugar en los equipos de segunda B, San Fernando Club Deportivo y Club Deportivo Guijuelo. Su siguiente salida fuera de España fue Centroamérica, donde jugó para el campeón del El Salvador, Club Deportivo Luis Ángel Firpo.

## Competición internacional
En 2013 jugó la Concacaf Liga Campeones 2013-14 y se enfrentó a equipos como Club Tijuana de México donde Carlos tuvo una magnífica actuación en el Estadio Caliente.

## Clubes
| Club                | País        | Temporada |
| ------------------- | ----------- | --------- |
| Cádiz CF            | España      | 2007-2009 |
| FC Vöcklabruck      | Austria     | 2010-2011 |
| San Fernando CD     | España      | 2011-2012 |
| CD Guijuelo         | España      | 2012-2013 |
| CD Luis Ángel Firpo | El Salvador | 2013-2014 |
| FK Suduva           | Lituania    | 2014-2015 |
| Coquimbo Unido      | Chile       | 2015      |